# Brunska gården
Brunska gården är en träbyggnad i flera plan i Hudiksvall. Gårdsanläggningen tillkom 1842–1853 genom en rad om- och tillbyggnader av den äldre bebyggelsen på gården och är ett väl bevarat exempel på senklassicismens träbyggnadskonst. Byggherre var apotekare Julius Brun. Gården är ett byggnadsminne sedan 1965.
Gården består av en huvudbyggnad och en bredvid liggande apoteksbyggnad utmed Storgatan samt två flygellängor ned till den liggande Strandgatan. Flyglarna är mot sjön sammanbundna av en låg byggnad, med terrasstak i gårdsplanet och en barriär mot gatan. Huvudbyggnaden, ett tvåvåningshus med lågt valmtak, är klätt med stående slätpanel och har en taklist i form av en klassisk triglyffris. Apoteksbyggnaden är ett högt envåningshus med en rikt utformad klassicistisk träfasad, indelad av joniska pilastrar och tre mellanliggande fönsterpartier med rundbågiga, skulpterade överstycken. Flyglarna är envånings timmerbyggnader.

## Galleri

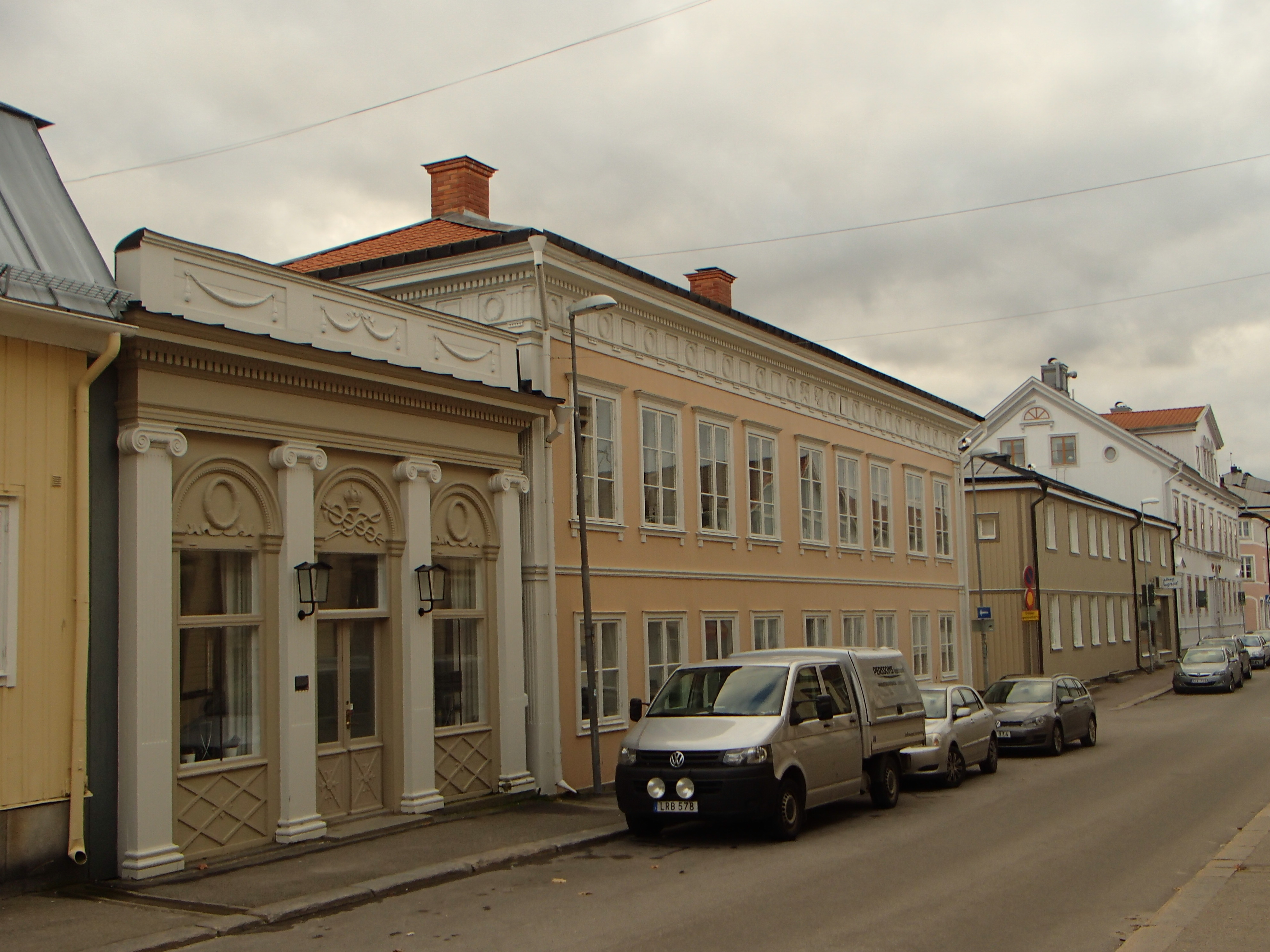
Gården från storgatan
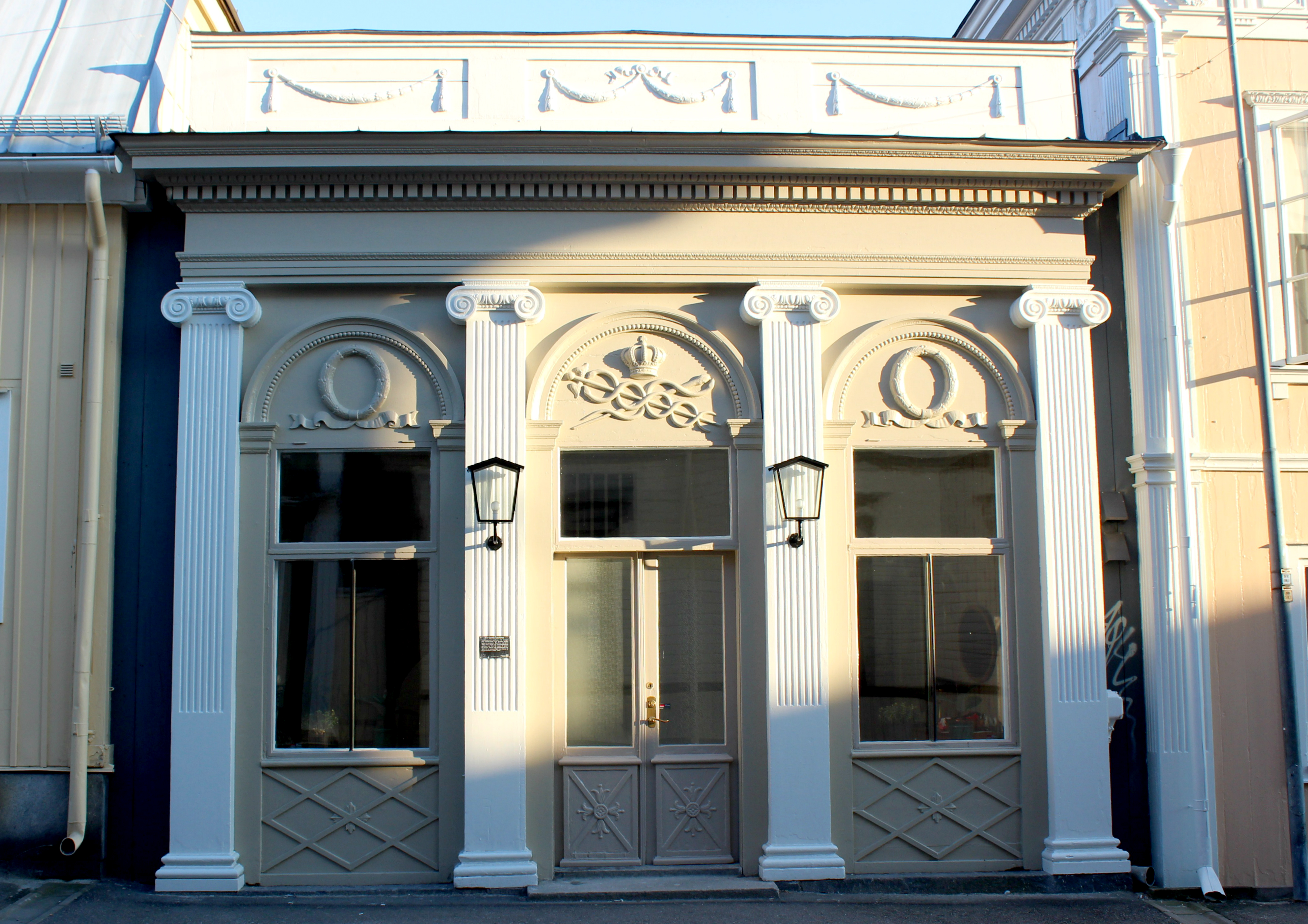
Närbild på gamla apoteket
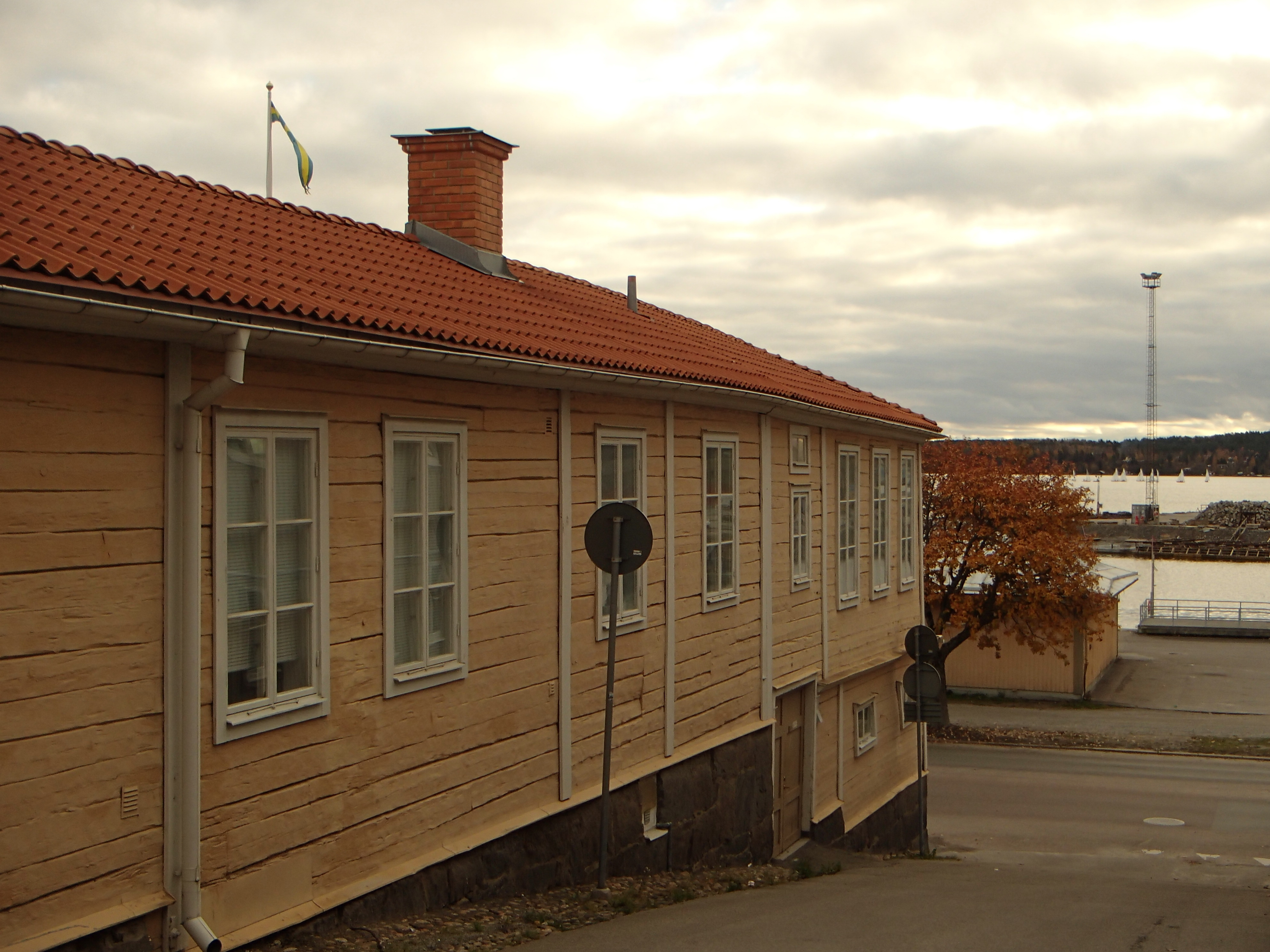